# Azabache

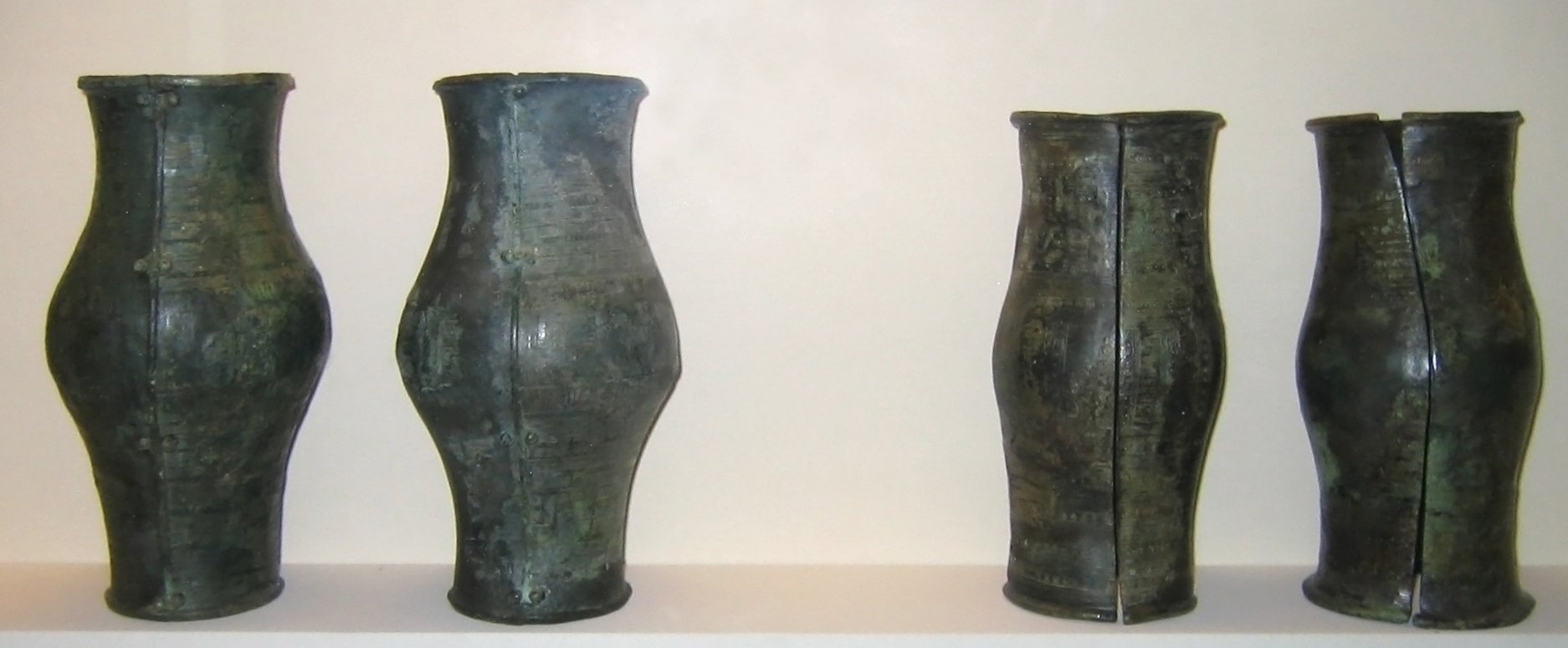
Antiguos brazaletes de azabache

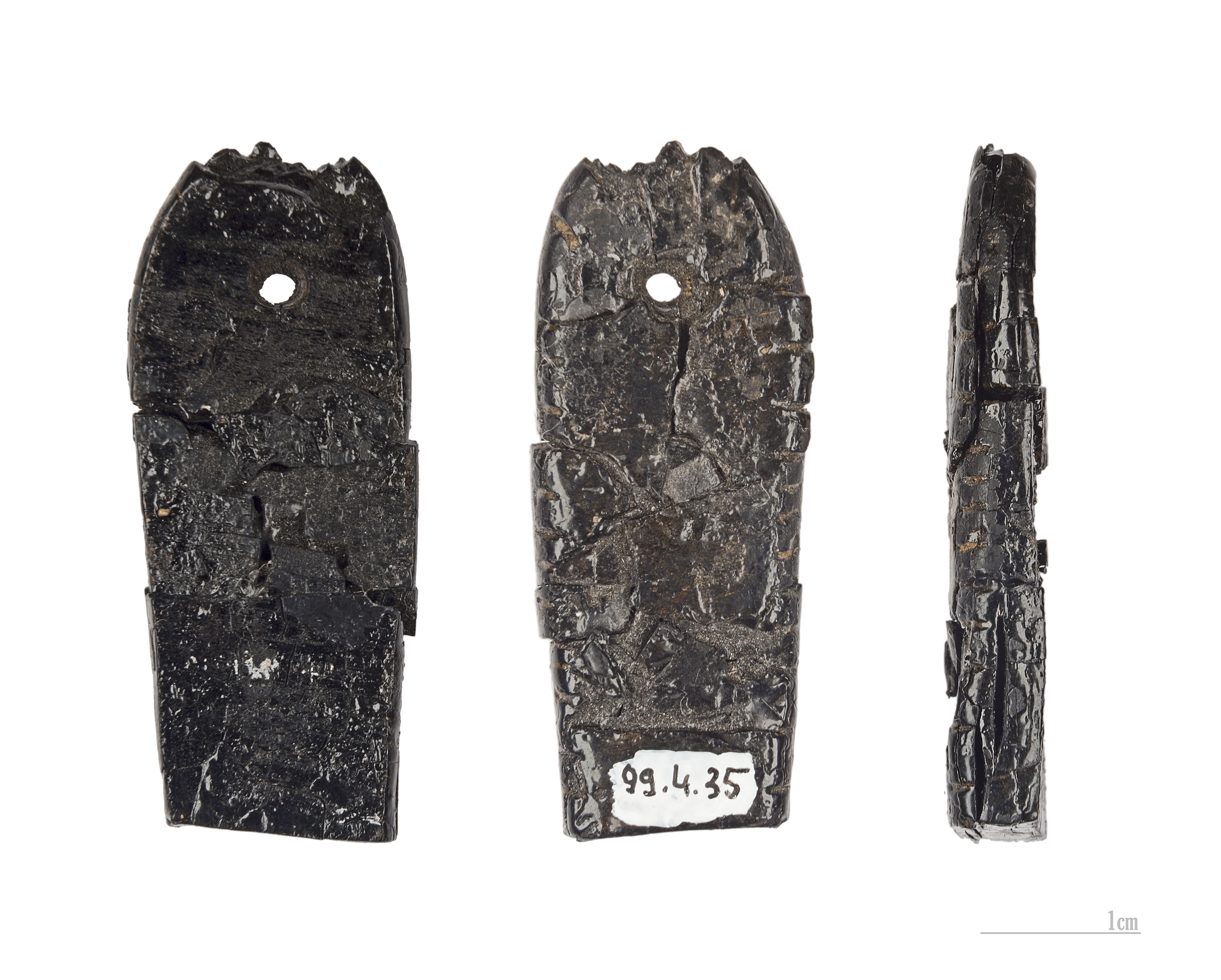
Colgante en azabache, Magdaleniense - MHNT

El azabache, también llamado gagates según el DRAE,  es un mineraloide de color negro brillante. Es una escasa variedad de carbón húmico formado en los periodos jurásico y cretácico, por lo que se utiliza como piedra semipreciosa. Se originó a partir de troncos de árboles de las familias araucaráceas y protopináceas enterrados y sometidos a altas presiones. El nombre español azabache es un arabismo.

## Características
El azabache es compacto, suave al tacto, ligero y bastante blando (alrededor de 2,35 y 6,5 en la escala de Mohs), tiene fractura concoidea y color de raya pardo oscuro. Arde produciendo mucho humo, despidiendo olor bituminoso y a veces fétido. Su densidad oscila entre 1,2 y 1,3 g/cm³. Está formado por una mezcla heterogénea de material carbonáceo orgánico y materia mineral. El componente principal es vitrinita, compuesto orgánico que deriva de la lignina, la celulosa y otros compuestos presentes en las plantas vasculares con semillas.
Es un material muy frágil, por lo que su extracción siempre ha sido artesanal, siendo de talla difícil cuando se intentan esculpir figuras con abundantes detalles y calados. Esta circunstancia ha dotado al arte de la azabachería de escasos márgenes expresivos. Se trabaja con lima y torno, adquiriendo mediante una pulimentación adecuada un brillo intenso que no decrece con el paso del tiempo.

## El azabache en el mundo antiguo

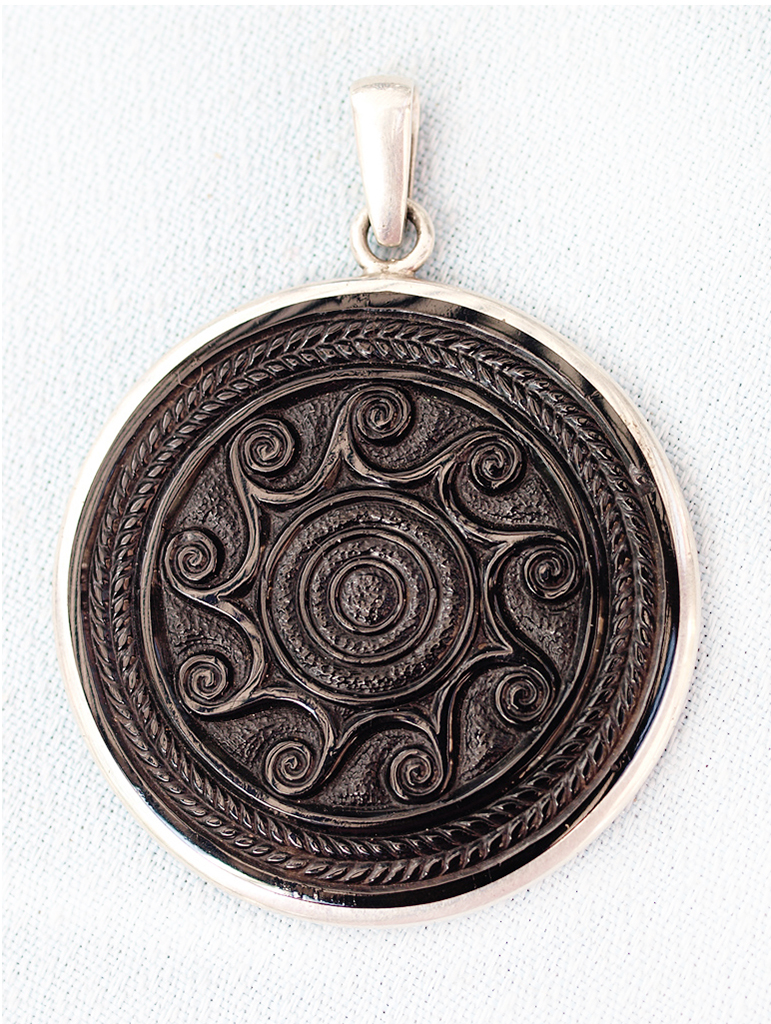
Medallón de Azabache de Oles, Asturias, motivos celtas, Azabache y plata

En el mundo antiguo se lo llamó succinum nigrum, equiparándosele al ámbar o succino, con el que aparece asociado frecuentemente. También se le llamó lapis gagates, denominación utilizada entre otros por el naturalista Plinio el Viejo y por San Isidoro, autor que, en su obra Etimologías, aclara la razón: «Gagates es una piedra hallada primeramente en Licia, Asia Menor (Turquía) que es arrojada a la orilla por el río Gagas, y de ahí le viene el nombre; hay muchas en Bretaña. Es una piedra negra, plana, suave y arde aplicada al fuego. No se borran los escritos hechos con el barro de esta piedra…». En el presente, la localidad turca de Oltu, un distrito de la provincia de Erzurum, es donde más se extrae y se elabora esta gema en Turquía y es homónima con ella. (En turco, azabache es oltu taşı que significa ‘piedra de Oltu’).
Se ha hallado en restos neolíticos, en túmulos y bajo dólmenes; en algunos de ellos se recuperaron más de cien cuentas de azabache lo que confirma era una posesión de mucho valor al que atribuían un innegable carácter protector ya hace varios miles de años. Las joyas de azabache fueron muy apreciadas por los Egipcios, Fenicios, Etruscos, Romanos y Vikingos, aunque la cuenta más antigua aparece en un colgante de azabache en la Cueva de las Caldas (Oviedo), en un nivel perteneciente al Solutrense Superior, 15 000 años antes de Cristo.

## Usos
Se utiliza en joyería para hacer piezas de gran belleza, colgantes, camafeos, collares, anillos, junto con materiales como maderas nobles, piedras preciosas o semipreciosas y metales preciosos. Con las piezas de mayor tamaño se hacen tallas. 
Durante miles de años al azabache se le ha atribuido un carácter protector contra todo mal, es considerado como el talismán del Camino de Santiago, el protector del peregrino, la piedra mágica, el emblema jacobeo.

## Confusión con otros materiales
Existen otros materiales que por tener un aspecto y color más o menos parecido al azabache son confundidos y en ocasiones vendidos bajo este nombre sin serlo. Entre ellos los siguientes:
- Lignito. Aunque tiene una composición parecida al azabache auténtico, sus propiedades y características son muy diferentes. El azabache tiene un porcentaje de carbono en torno al 85% y se formó en el periodo Jurásico, mientras que el lignito posee un porcentaje de carbono entre el 40-70% y se formó en el periodo Cretácico. Cuando se intenta darle forma para fabricar objetos o adornos, el lignito negro se fisura y craquea con facilidad, por este motivo se tienen noticias muy antiguas del gremio de azabacheros de Santiago de Compostela en las que estos profesionales rechazaban el lignito con el cual era imposible realizar piezas importantes, pues ocurría frecuentemente que el trabajo quedaba arruinado después de muchas horas de esfuerzo por fallos del material, sin embargo si es posible realizar pequeñas piezas de joyería con lignito, por lo que la confusión, a veces interesada, ha pervivido durante siglos.[2]

- Obsidiana
- Jade negro
- Ebonita. A partir de la década de 1850, este material sintético se utilizó como imitación del azabache, ya que al poder moldearse por calentamiento era mucho más fácil de trabajar.[4]

## Procedencia
El mejor azabache del mundo, junto con el de Whitby, es el de Asturias, España. Otros azabaches proceden de Teruel (Cretácico), Francia, Alemania y Turquía (Cretácico), Bulgaria (Cretácico), Georgia, Estados Unidos —Nuevo México y Dakota del sur, Colorado—, México y Venezuela. Actualmente, la mayor parte del azabache utilizado por los artesanos que trabajan este material, situados fundamentalmente en Inglaterra y España, procede en su mayor parte de Georgia, de donde hay material Cretácico y Jurásico, y en menor proporción de Turquía.

### Azabache en España

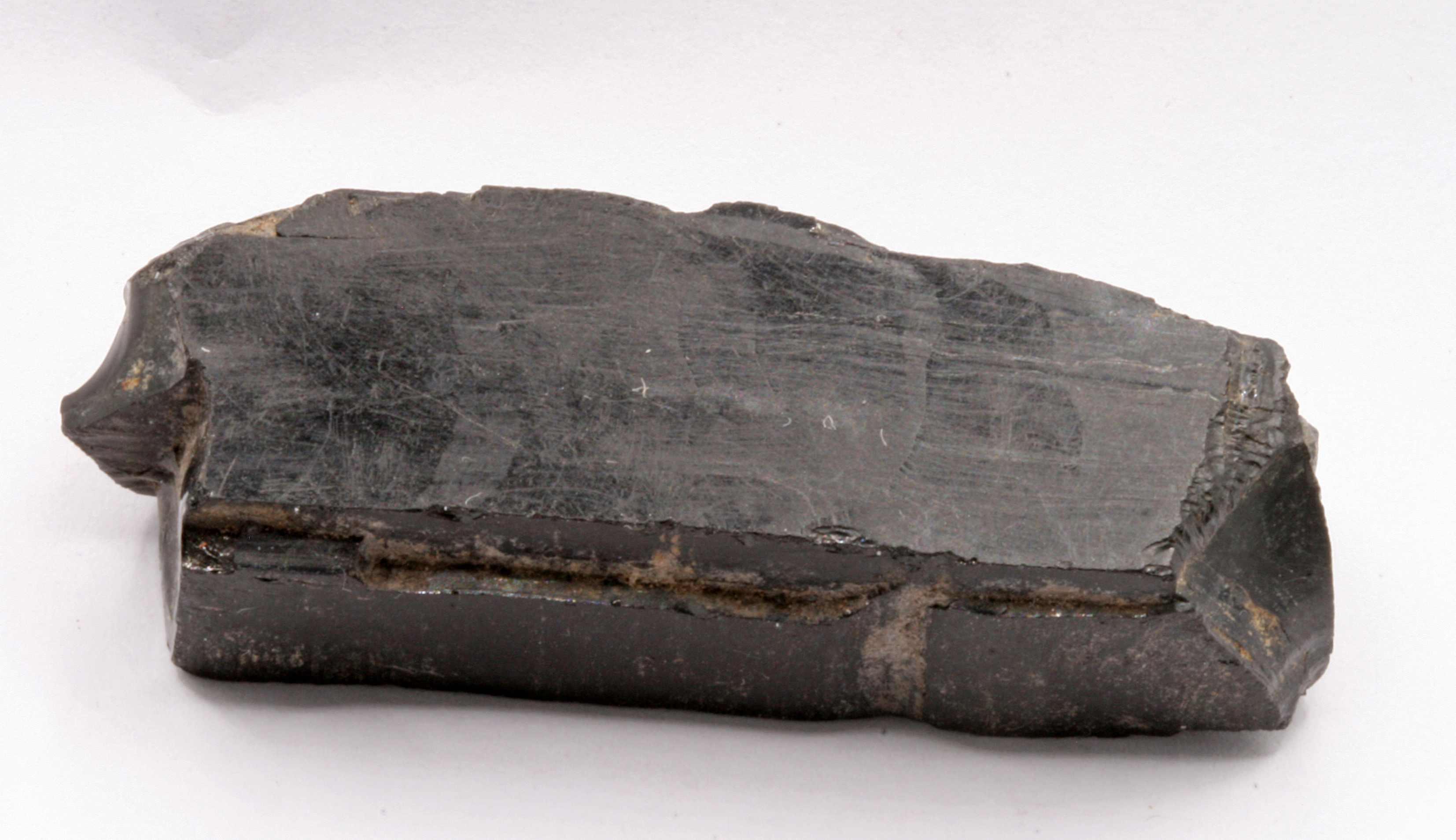
Azabache procedente de la mina de Olés, Villaviciosa (Asturias), España. Tamaño: 4 cm

Con un color negro intenso, textura y dureza incomparable, es extraído en la zona denominada la Marina, en la Costa Jurásica Asturiana, entre Gijón y Ribadesella, en la zona de Oles, Villaviciosa, desde donde hace más de cien años se exporta a Inglaterra. Ha sido el Principado el mayor suministrador de la península de material en bruto a lo largo de los siglos. Estudios llevados a cabo por un equipo de investigación de la Universidad de Oviedo demuestran que el azabache asturiano procede de una familia de árboles jurásicos, extinguida hace 65 millones de años, las protopináceas, además de las Araucariaceae.

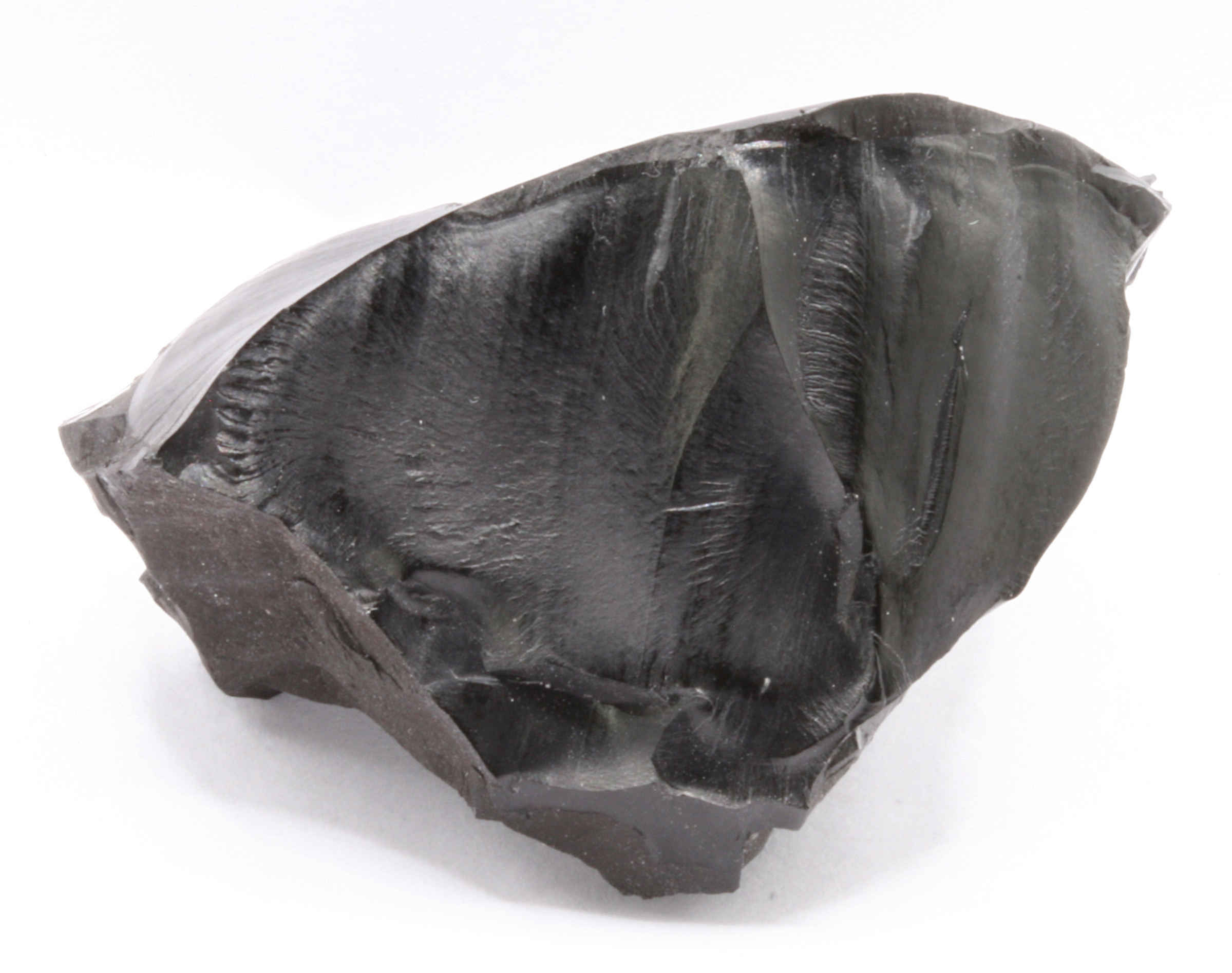
Azabache. Cabezo de la Serna, Utrillas (Teruel) España.

La zona costera que va desde Gijón hasta Colunga es la que guarda mayores depósitos en Asturias e, históricamente, donde se concentraron casi todas las explotaciones. Conocida hoy como la «Costa de los Dinosaurios», es un terreno jurásico con abundantes muestras de la fauna y flora de esta era. El azabache es el material fósil de origen vegetal más importante y representativo de toda ella. Fue, sin duda, el mejor de los españoles y de todo el continente europeo e igual al afamado de Whitby: ambos, el inglés y el asturiano, los mejores del mundo.
También se ha extraído azabache de buena calidad en la zona de Utrillas y de Montalbán (Teruel), en yacimientos que fueron explotados desde el siglo XVI.Se encuentra en terrenos del Cretácico, diseminado entre arcillas en forma de bloques o como niveles continuos. La calidad es peor que la del azabache asturiano, y se fractura después de ser extraído, por lo que solamente puede utilizarse para fabricar objetos de tamaño pequeño, como cuentas de collar o de rosario. Durante la época de apogeo de su uso en Inglaterra en el siglo XIX se exportaban a este país varios cientos de toneladas al año de azabache turolense.

### Azabache en el Reino Unido
En Inglaterra, el azabache de Whitby se utilizó para realizar piezas de joyería destinadas al adorno personal durante el reinado de Isabel I (1533-1603), hija de Enrique VIII y Ana Bolena. La reina inglesa puso de moda enormes vestidos en blanco y negro, sus colores favoritos, los que eran adornados por cuentas y joyas de azabache, camafeos, broches, colgantes y collares, en muchos de sus retratos se ven estas joyas de azabache. A mediados del siglo XVIII, el azabache se impuso como joya de luto tras el fallecimiento de la reina madre y posteriormente la del príncipe Alberto, luto que se prolongó durante cuarenta años, fue durante estos años cuando se produjo la mayor demanda de azabache de Asturias, estimándose que la exportación de Asturias a Inglaterra durante ese periodo fue de alrededor de un millón de Kilos.